# Huiyun Center
Huiyun Center («Хойюнь-центр», также известен как башня J комплекса Hongshu Bay Metro Station) — сверхвысокий небоскрёб, расположенный в районе Наньшань китайского города Шэньчжэнь. Построен в 2021 году в стиле модернизма. По состоянию на 2021 год входил в десятку самых высоких зданий города и в топ-50 самых высоких зданий Китая.
359-метровая башня имеет 80 наземных и четыре подземных этажа, на крыше оборудована вертолётная площадка. Нижние этажи небоскрёба заняты офисами, на верхних размещаются номера и рестораны пятизвёздочного отеля Shangri-La. В подиуме расположен многоуровневый торговый центр, из которого можно попасть на станции метро Hongshuwan и Hongshuwan South. 
Общая площадь комплекса Shenzhen Bay Super Headquarters Base, состоящего из девяти башен — 680 тыс. м², стоимость проекта — 2,16 млрд. долл. США. Архитекторами небоскрёба выступили компании Shenzhen Aube Architectural Engineering Design и AREP Group, застройщиком — компания China Construction First Group, владельцем является группа China Vanke.
Рядом с башней Huiyun Center расположены офисы компаний Evergrande Group, China Merchants Bank, CITIC, China Vanke, Hengli Group и других.  